# Xã Joliet, Quận Platte, Nebraska
Xã Joliet (tiếng Anh: Joliet Township) là một xã thuộc quận Platte, tiểu bang Nebraska, Hoa Kỳ. Năm 2010, dân số của xã này là 140 người.